# Basil Hamilton-Temple-Blackwood (4e marquis de Dufferin et Ava)
Pour les articles homonymes, voir Hamilton, Temple et Blackwood.
Basil Sheridan Hamilton-Temple-Blackwood, 4e marquis de Dufferin et Ava, né le 6 avril 1909 et tué à la guerre en Birmanie le 25 mars 1945, est un homme politique et noble britannique.

## Biographie
Descendant du poète et dramaturge irlandais Richard Brinsley Sheridan, Basil Blackwood est le petit-fils de Frederick Hamilton-Temple-Blackwood, 5e baron Dufferin de la pairie d'Irlande, gouverneur général du Canada puis vice-roi des Indes, fait 1er marquis de Dufferin et Ava en 1888 dans la pairie du Royaume-Uni. Dufferin se trouve dans le comté de Down dans le nord de l'Irlande, tandis qu'Ava se trouve près de Mandalay, et être fait marquis d'Ava récompense ainsi l'homme qui a annexé le nord de la Birmanie à l'Empire britannique. Basil Blackwood est l'aîné des deux enfants, et l'unique fils, de Frederick Hamilton-Temple-Blackwood (3e marquis de Dufferin et Ava), militaire de carrière puis président du Sénat d'Irlande du Nord de 1921 jusqu'à sa mort,.

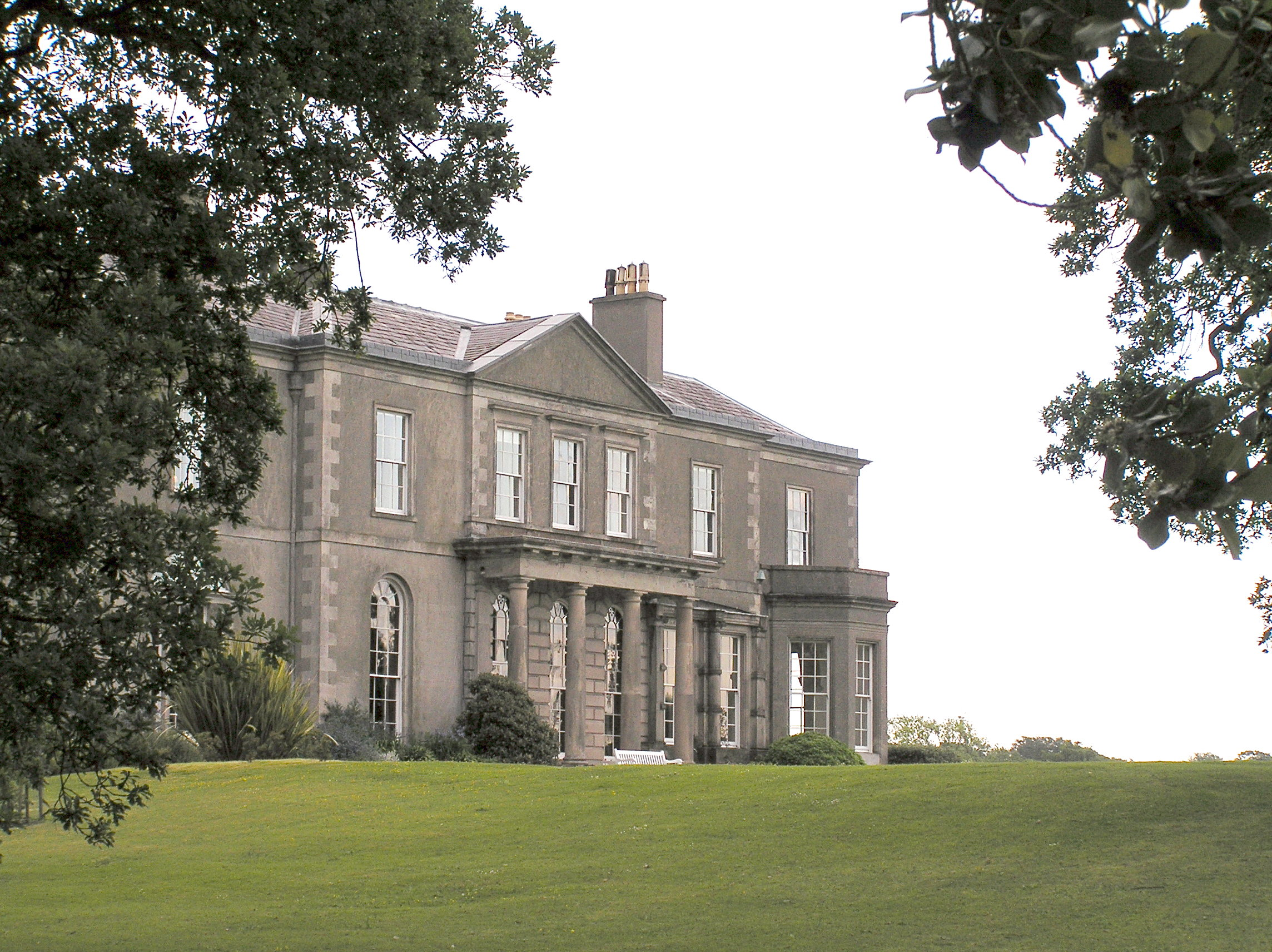
Clandeboye House, la demeure familiale des marquis de Dufferin, à Bangor en Irlande du Nord.

Malaimé par sa mère qui souffre d'une maladie mentale, il est éduqué à la très stricte école préparatoire Lockers Park (en), puis au collège d'Eton, où il s'avère brillant en histoire. Il étudie ensuite cette même discipline au Balliol College de l'université d'Oxford. Charmant, intelligent et athlétique, il se lie d'amitié avec le poète John Betjeman et s'attire le respect d'Evelyn Waugh et de Randolph Churchill. Très porté sur le jeu, il rencontre toutefois des difficultés financières, qu'il résout en épousant en 1930 sa cousine Maureen Guinness, l'une des héritières de la brasserie Guinness. C'est durant leur lune-de-miel en Birmanie et en Inde que Basil Blackwood devient, à la mort de son père, le 4e marquis de Dufferin et Ava, héritant ainsi d'un siège à la Chambre des lords,.
Il entame une carrière politique active au sein du Parti conservateur. Il est fait en 1932 secrétaire parlementaire privé auprès de Lord Halifax, et en 1937 il est nommé sous-secrétaire d'État auprès de William Ormsby-Gore, le secrétaire d'État aux Colonies. Il quitte cette fonction en 1940 pour rejoindre les forces armées, les forces japonaises ayant pénétré en Birmanie, et est fait capitaine dans le régiment de cuirassiers des Horse Guards. De 1941 à 1943 il dirige le département impérial du ministère de l'Information, puis est posté en mai 1944 à la « force 136 » des services secrets Special Operations Executive et déployé en Birmanie, où il participe aux efforts de propagande de guerre pour tenter de démoraliser les soldats japonais et les persuader de cesser le combat.
Le 25 mars 1945, au village de Letse à proximité du site de Bagan, il est filmé en train d'adresser par haut-parleur une demande de reddition à des soldats japonais retranchés sur une colline lorsqu'il est tué par un tir de mortier japonais. Un autre soldat britannique est tué au même moment. Les deux hommes sont présumés avoir été inhumés par les Japonais, et leurs corps ne sont jamais retrouvés. Commémoré au mémorial du cimetière de guerre du village birman de Taukkyan, Basil Blackwood est l'un des cinquante-six parlementaires britanniques morts à la Seconde Guerre mondiale et commémorés par un vitrail au palais de Westminster. Son fils Sheridan devient le 5e marquis,,,.